# Bahnstrecke Bützow–Szczecin
| | |                                                |                                                |
| Streckennummer (DB): | 1122 Bützow–Strasburg 6327 Strasburg–Grambow 0408 Stobno–Szczecin Główny                                                                |                                                |                                                |
| Kursbuchstrecke (DB): | 175 |                                                |                                                |
| Kursbuchstrecke: | 104 (1934) 105 (Güstrow – Lalendorf 1934) 105d (Güstrow – Priemerburg 1934) 118 (Bützow – Pasewalk 1946) 122d (Pasewalk – Scheune 1946) |                                                |                                                |
| Streckenlänge: | 195,6 km |                                                |                                                |
| Spurweite: | 1435 mm (Normalspur) |                                                |                                                |
| Stromsystem: | Szczecin Gumieńce–Szczecin: 3 kV = |                                                |                                                |
| Stromsystem: | Bützow–Lalendorf: 15 kV 16,7 Hz ~ |                                                |                                                |
| Streckengeschwindigkeit: | 120 km/h (Bützow–Lalendorf) sonst 100 km/h                                                                                              |                                                |                                                |
| | |                                                |                                                |
| \| \| \| von Bad Kleinen \| \| \| \| 99,8 \| Bützow \| 3 m \| \| \| \| nach Rostock \| \| \| \| 106,7 \| Schwiesower Forst \| Schwiesower Forst \| \| \| \| von Schwaan \| \| \| \| 113,3 \| Güstrow \| 7 m \| \| \| 116,7 \| Priemerburg \| Priemerburg \| \| \| \| nach Plaaz \| \| \| \| 118,5 \| Priemerwald Süd \| Priemerwald Süd \| \| \| \| nach Meyenburg \| \| \| \| 121,9 \| Devwinkel \| Devwinkel \| \| \| \| Bundesstraße 104 \| \| \| \| \| Nienhagen \| \| \| \| \| von Rostock \| \| \| \| 129,0 \| Lalendorf \| 35 m \| \| \| \| nach Neustrelitz \| \| \| \| \| Neustrelitz–Rostock \| \| \| \| 136,6 \| Neu Wokern \| Neu Wokern \| \| \| 142,3 \| Teterow \| 17 m \| \| \| \| nach Gnoien \| \| \| \| 148,8 \| Hohen Mistorf \| Hohen Mistorf \| \| \| 152,2 \| Remplin \| Remplin \| \| \| \| von Dargun \| \| \| \| 156,3 \| Malchin \| 3 m \| \| \| \| nach Waren \| \| \| \| 158,9 \| Leuschentin \| Leuschentin \| \| \| 162,3 \| Scharpzow \| Scharpzow \| \| \| \| von Demmin \| \| \| \| \| Demmin–Bredenfelde \| \| \| \| 167,5 \| Reuterstadt Stavenhagen \| 45 m \| \| \| \| nach Basepohl (Kaserne) \| \| \| \| 173,7 \| Grischow (Meckl) ehem. Pers.-Halt \| Grischow (Meckl) ehem. Pers.-Halt \| \| \| 179,0 \| Kastorf ehem. Pers.-Halt \| Kastorf ehem. Pers.-Halt \| \| \| 182,4 \| Kleeth Pers.-Halt bis 12/2015 \| 65 m \| \| \| 187,0 \| Mölln (Meckl) ehem. Bf \| Mölln (Meckl) ehem. Bf \| \| \| 191,0 \| Blankenhof ehem. Pers.-Halt \| Blankenhof ehem. Pers.-Halt \| \| \| 196,8 \| Weitin \| Weitin \| \| \| \| von Kargow \| \| \| \| \| von Stralsund und Friedland \| \| \| \| 200,9 \| Neubrandenburg \| 15 m \| \| \| \| nach Neustrelitz \| \| \| \| 208,1 \| Sponholz \| 40 m \| \| \| 214,6 \| Rühlow \| Rühlow \| \| \| 217,9 \| Neetzka ehem. Bf \| Neetzka ehem. Bf \| \| \| 223,0 \| Oertzenhof \| 98 m \| \| \| 227,3 \| Kreckow \| Kreckow \| \| \| \| Woldegker Kleinbahn bzw. MPSB \| \| \| \| 229,9 \| Groß Daberkow \| Groß Daberkow \| \| \| \| \| \| \| \| \| von Neustrelitz \| \| \| \| 231,0 \| Lauenhagen \| Lauenhagen \| \| \| 234,1 61,1 \| Streckenwechsel \| Streckenwechsel \| \| \| \| \| \| \| \| 60,2 \| Strasburg (Uckerm) \| 64 m \| \| \| \| nach Prenzlau \| \| \| \| \| \| \| \| \| \| Landesgrenze MV–BB \| \| \| \| \| \| \| \| \| \| \| \| \| \| \| Landesgrenze BB–MV \| \| \| \| \| \| \| \| \| 51,5 \| Blumenhagen \| Blumenhagen \| \| \| 47,2 \| Charlottenhof (Kr Pasewalk) \| Charlottenhof (Kr Pasewalk) \| \| \| \| von Anklam \| \| \| \| 41,9 \| Pasewalk (Keilbahnhof) \| 7 m \| \| \| \| nach Angermünde \| \| \| \| \| von Klockow \| \| \| \| 40,3 \| Pasewalk Ost \| Pasewalk Ost \| \| \| \| nach Drögeheide \| \| \| \| \| Krugsdorf \| \| \| \| 34,1 \| Zerrenthin ehem. Bahnhof \| Zerrenthin ehem. Bahnhof \| \| \| 30,7 \| Rossow (Kr Pasewalk) \| Rossow (Kr Pasewalk) \| \| \| \| von Prenzlau \| \| \| \| 24,8 \| Löcknitz \| Löcknitz \| \| \| 14,9 \| Grambow ehem. Bf \| Grambow ehem. Bf \| \| \| \| \| \| \| \| 13,2 \| Grambow Grenze Staatsgrenze Deutschland–Polen \| Grambow Grenze Staatsgrenze Deutschland–Polen \| \| \| \| \| \| \| \| \| von Nowe Warpno (Neuwarp) \| \| \| \| 8,9 \| Stobno Szczecińskie (Stöven) \| Stobno Szczecińskie (Stöven) \| \| \| \| von Berlin \| \| \| \| 4,8 \| Szczecin Gumieńce (Scheune) \| Szczecin Gumieńce (Scheune) \| \| \| \| nach Szczecin Dąbie und Sz. Wzgórze Hetmańskie \| \| \| \| \| Bahnstrecke Szczecin Dąbie–Szczecin Turzyn \| \| \| \| \| von Szczecin Dąbie und Trzebież \| \| \| \| 0,1 \| Szczecin Główny (Stettin Hbf) \| Szczecin Główny (Stettin Hbf) \| \| \| \| nach Stargard Szczeciński und Kostrzyn \| \| | |                                                |                                                |
| Strecke | | von Bad Kleinen                                | von Bad Kleinen                                |
| Bahnhof | 99,8 | Bützow                                         | 3 m                                            |
| Abzweig geradeaus und nach links | | nach Rostock                                   | nach Rostock                                   |
| ehemaliger Dienststation / Betriebs- oder Güterbahnhof | 106,7 | Schwiesower Forst                              | Schwiesower Forst                              |
| Abzweig geradeaus und von links | | von Schwaan                                    | von Schwaan                                    |
| Bahnhof | 113,3 | Güstrow                                        | 7 m                                            |
| Bahnhof | 116,7 | Priemerburg                                    | Priemerburg                                    |
| Abzweig geradeaus, nach links und ehemals von links | | nach Plaaz                                     | nach Plaaz                                     |
| ehemaliger Dienststation / Betriebs- oder Güterbahnhof | 118,5 | Priemerwald Süd                                | Priemerwald Süd                                |
| Abzweig geradeaus und nach rechts | | nach Meyenburg                                 | nach Meyenburg                                 |
| ehemaliger Bahnhof | 121,9 | Devwinkel                                      | Devwinkel                                      |
| Bahnübergang | | Bundesstraße 104                               | Bundesstraße 104                               |
| ehemaliger Haltepunkt / Haltestelle | | Nienhagen                                      | Nienhagen                                      |
| Abzweig geradeaus und ehemals von links | | von Rostock                                    | von Rostock                                    |
| Bahnhof | 129,0 | Lalendorf                                      | 35 m                                           |
| Abzweig geradeaus und nach rechts | | nach Neustrelitz                               | nach Neustrelitz                               |
| Kreuzung geradeaus unten | | Neustrelitz–Rostock                            | Neustrelitz–Rostock                            |
| Haltepunkt / Haltestelle | 136,6 | Neu Wokern                                     | Neu Wokern                                     |
| Bahnhof | 142,3 | Teterow                                        | 17 m                                           |
| Abzweig geradeaus und ehemals nach links | | nach Gnoien                                    | nach Gnoien                                    |
| ehemaliger Bahnhof | 148,8 | Hohen Mistorf                                  | Hohen Mistorf                                  |
| ehemaliger Haltepunkt / Haltestelle | 152,2 | Remplin                                        | Remplin                                        |
| Abzweig geradeaus und ehemals von links | | von Dargun                                     | von Dargun                                     |
| Bahnhof | 156,3 | Malchin                                        | 3 m                                            |
| Abzweig geradeaus und ehemals nach rechts | | nach Waren                                     | nach Waren                                     |
| ehemaliger Dienststation / Betriebs- oder Güterbahnhof | 158,9 | Leuschentin                                    | Leuschentin                                    |
| ehemaliger Dienststation / Betriebs- oder Güterbahnhof | 162,3 | Scharpzow                                      | Scharpzow                                      |
| Abzweig geradeaus und ehemals von links | | von Demmin                                     | von Demmin                                     |
| Kreuzung geradeaus oben (Querstrecke außer Betrieb) | | Demmin–Bredenfelde                             | Demmin–Bredenfelde                             |
| Bahnhof | 167,5 | Reuterstadt Stavenhagen                        | 45 m                                           |
| Abzweig geradeaus und ehemals nach links | | nach Basepohl (Kaserne)                        | nach Basepohl (Kaserne)                        |
| Dienststation / Betriebs- oder Güterbahnhof | 173,7 | Grischow (Meckl) ehem. Pers.-Halt              | Grischow (Meckl) ehem. Pers.-Halt              |
| Dienststation / Betriebs- oder Güterbahnhof | 179,0 | Kastorf ehem. Pers.-Halt                       | Kastorf ehem. Pers.-Halt                       |
| Dienststation / Betriebs- oder Güterbahnhof | 182,4 | Kleeth Pers.-Halt bis 12/2015                  | 65 m                                           |
| Haltepunkt / Haltestelle | 187,0 | Mölln (Meckl) ehem. Bf                         | Mölln (Meckl) ehem. Bf                         |
| Dienststation / Betriebs- oder Güterbahnhof | 191,0 | Blankenhof ehem. Pers.-Halt                    | Blankenhof ehem. Pers.-Halt                    |
| ehemaliger Dienststation / Betriebs- oder Güterbahnhof | 196,8 | Weitin                                         | Weitin                                         |
| Abzweig geradeaus und ehemals von rechts | | von Kargow                                     | von Kargow                                     |
| Abzweig geradeaus und von links | | von Stralsund und Friedland                    | von Stralsund und Friedland                    |
| Bahnhof | 200,9 | Neubrandenburg                                 | 15 m                                           |
| Abzweig geradeaus und nach rechts | | nach Neustrelitz                               | nach Neustrelitz                               |
| Bahnhof | 208,1 | Sponholz                                       | 40 m                                           |
| ehemaliger Bahnhof | 214,6 | Rühlow                                         | Rühlow                                         |
| Haltepunkt / Haltestelle | 217,9 | Neetzka ehem. Bf                               | Neetzka ehem. Bf                               |
| Bahnhof | 223,0 | Oertzenhof                                     | 98 m                                           |
| ehemaliger Dienststation / Betriebs- oder Güterbahnhof | 227,3 | Kreckow                                        | Kreckow                                        |
| Kreuzung geradeaus oben (Querstrecke außer Betrieb) | | Woldegker Kleinbahn bzw. MPSB                  | Woldegker Kleinbahn bzw. MPSB                  |
| ehemaliger Haltepunkt / Haltestelle | 229,9 | Groß Daberkow                                  | Groß Daberkow                                  |
| Verschwenkung von rechts | |                                                |                                                |
| Strecke von rechts (außer Betrieb) · Strecke | | von Neustrelitz                                | von Neustrelitz                                |
| Strecke (außer Betrieb) · ehemaliger Dienststation / Betriebs- oder Güterbahnhof | 231,0 | Lauenhagen                                     | Lauenhagen                                     |
| Strecke (außer Betrieb) · Kilometer-Wechsel | 234,1 61,1 | Streckenwechsel                                | Streckenwechsel                                |
| Verschwenkung nach links (Strecke außer Betrieb) · Verschwenkung nach rechts | |                                                |                                                |
| Bahnhof | 60,2 | Strasburg (Uckerm)                             | 64 m                                           |
| Abzweig geradeaus und ehemals nach rechts | | nach Prenzlau                                  | nach Prenzlau                                  |
| | |                                                |                                                |
| Grenze | | Landesgrenze MV–BB                             | Landesgrenze MV–BB                             |
| | |                                                |                                                |
| | |                                                |                                                |
| Grenze | | Landesgrenze BB–MV                             | Landesgrenze BB–MV                             |
| | |                                                |                                                |
| Bahnhof | 51,5 | Blumenhagen                                    | Blumenhagen                                    |
| ehemaliger Dienststation / Betriebs- oder Güterbahnhof | 47,2 | Charlottenhof (Kr Pasewalk)                    | Charlottenhof (Kr Pasewalk)                    |
| Abzweig geradeaus, ehemals nach links und von links | | von Anklam                                     | von Anklam                                     |
| Bahnhof | 41,9 | Pasewalk (Keilbahnhof)                         | 7 m                                            |
| Abzweig geradeaus und nach rechts | | nach Angermünde                                | nach Angermünde                                |
| Abzweig geradeaus und ehemals von rechts | | von Klockow                                    | von Klockow                                    |
| Bahnhof | 40,3 | Pasewalk Ost                                   | Pasewalk Ost                                   |
| Abzweig geradeaus, nach links und ehemals von links | | nach Drögeheide                                | nach Drögeheide                                |
| ehemaliger Dienststation / Betriebs- oder Güterbahnhof | | Krugsdorf                                      | Krugsdorf                                      |
| Haltepunkt / Haltestelle | 34,1 | Zerrenthin ehem. Bahnhof                       | Zerrenthin ehem. Bahnhof                       |
| ehemaliger Bahnhof | 30,7 | Rossow (Kr Pasewalk)                           | Rossow (Kr Pasewalk)                           |
| Abzweig geradeaus und ehemals von rechts | | von Prenzlau                                   | von Prenzlau                                   |
| Bahnhof | 24,8 | Löcknitz                                       | Löcknitz                                       |
| Haltepunkt / Haltestelle | 14,9 | Grambow ehem. Bf                               | Grambow ehem. Bf                               |
| | |                                                |                                                |
| Grenze | 13,2 | Grambow Grenze Staatsgrenze Deutschland–Polen  | Grambow Grenze Staatsgrenze Deutschland–Polen  |
| | |                                                |                                                |
| Abzweig geradeaus und ehemals von links | | von Nowe Warpno (Neuwarp)                      | von Nowe Warpno (Neuwarp)                      |
| ehemaliger Dienststation / Betriebs- oder Güterbahnhof | 8,9 | Stobno Szczecińskie (Stöven)                   | Stobno Szczecińskie (Stöven)                   |
| Abzweig geradeaus und von rechts | | von Berlin                                     | von Berlin                                     |
| Bahnhof | 4,8 | Szczecin Gumieńce (Scheune)                    | Szczecin Gumieńce (Scheune)                    |
| Abzweig geradeaus, nach links und nach rechts | | nach Szczecin Dąbie und Sz. Wzgórze Hetmańskie | nach Szczecin Dąbie und Sz. Wzgórze Hetmańskie |
| Kreuzung geradeaus unten | | Bahnstrecke Szczecin Dąbie–Szczecin Turzyn     | Bahnstrecke Szczecin Dąbie–Szczecin Turzyn     |
| Abzweig geradeaus, von links und von rechts | | von Szczecin Dąbie und Trzebież                | von Szczecin Dąbie und Trzebież                |
| Bahnhof | 0,1 | Szczecin Główny (Stettin Hbf)                  | Szczecin Główny (Stettin Hbf)                  |
| Strecke | | nach Stargard Szczeciński und Kostrzyn         | nach Stargard Szczeciński und Kostrzyn         |

Die Bahnstrecke Bützow–Szczecin ist eine knapp 200 Kilometer lange, überwiegend nicht elektrifizierte eingleisige Hauptbahn, die größtenteils durch Mecklenburg-Vorpommern verläuft.

## Geschichte

### Vorgeschichte und Bau

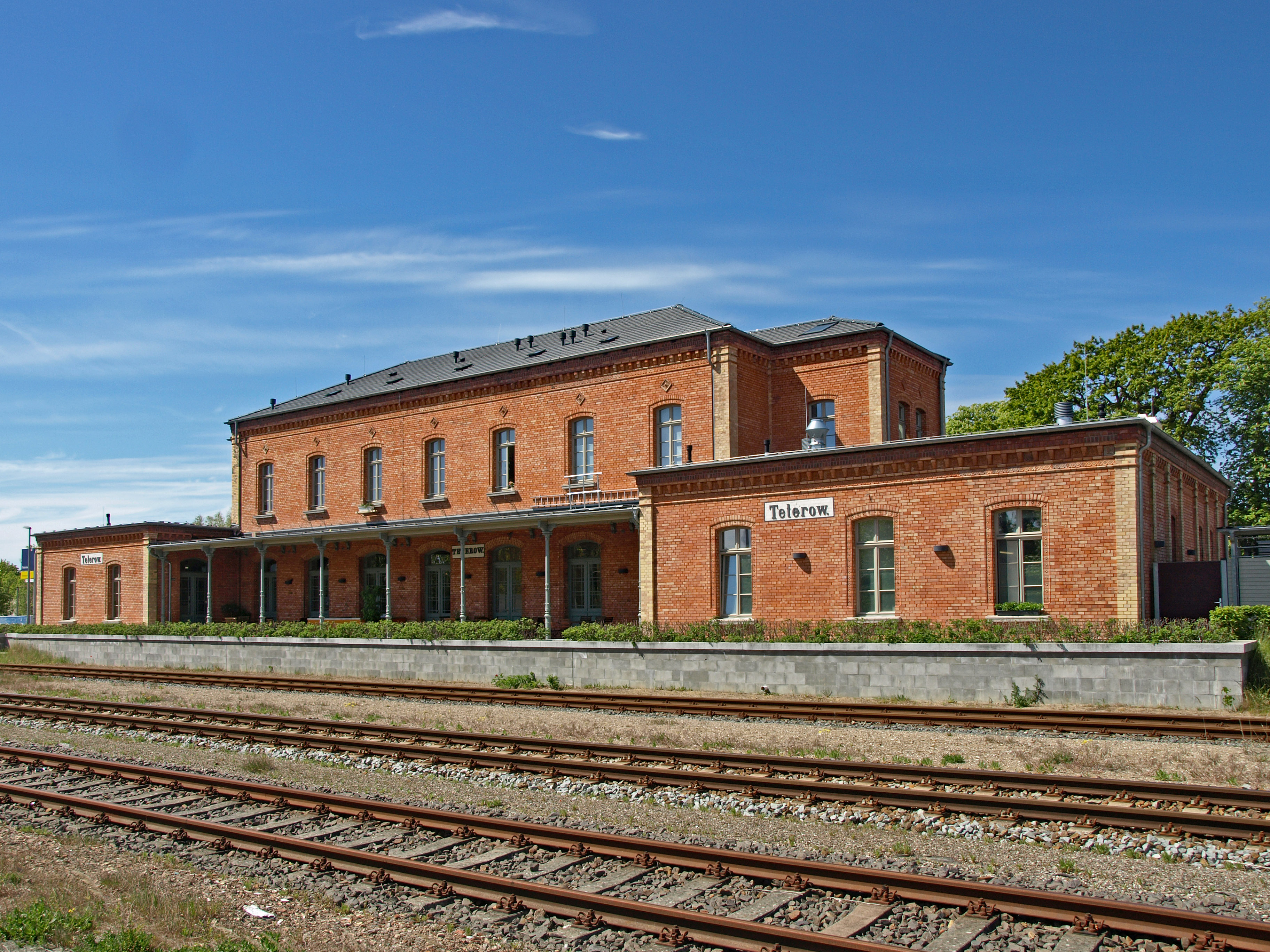
Bahnhof Teterow

1850 eröffnete die Mecklenburgische Eisenbahngesellschaft die Bahnstrecke Bützow–Güstrow, die als Zweigstrecke der gleichzeitig gebauten Bahnstrecke Bad Kleinen–Rostock angelegt worden war.
Es fehlte jedoch noch eine Verlängerung in Richtung Osten, die auch das Großherzogtum Mecklenburg-Strelitz erschließen sollte. Mangels finanzkräftiger Investoren wurde die Strecke vom Bahnhof Güstrow nach Neubrandenburg auf Initiative von Großherzog Friedrich Franz II. von Mecklenburg-Schwerin als landesherrliches Eigentum gebaut. Die Eröffnung der Strecke erfolgte am 11. November 1864 auf dem Bahnhof Teterow in Anwesenheit beider mecklenburgischen Großherzöge, Friedrich Franz II. und Friedrich Wilhelm. Als Betreibergesellschaft wurde die Friedrich-Franz-Eisenbahn gegründet, die später auch andere Strecken im Land übernahm. Ursprünglicher Sitz der Gesellschaft wurde Malchin. Nicht zuletzt deswegen bekam der Ort den repräsentativen Bahnhof Malchin.
1866/67 wurde die Strecke mit dem Abschnitt Neubrandenburg–Strasburg (Uckermark) über die preußische Grenze verlängert, von preußischer Seite erfolgte zeitgleich der Bau von Pasewalk aus.
Dort knüpfte die Bahn an die bereits 1863 von der Berlin-Stettiner Eisenbahn-Gesellschaft eröffnete Strecke nach Stettin an.

### 1875–1945
Die Friedrich-Franz-Eisenbahn wurde 1875 privatisiert und 1890 erneut verstaatlicht. In Strasburg grenzte der von ihr betriebene Abschnitt an den der Berlin-Stettiner-Eisenbahn-Gesellschaft, die 1880 in den Preußischen Staatseisenbahnen aufging.
1890 wurde aus Anlass des Baus des Bützow-Güstrow-Kanals die Strecke bei Bützow nach Norden verlegt. Dabei änderte sich auch die Gleisführung im Bahnhof Bützow. Während die Strecke bisher südlich von der Bahnstrecke Bad Kleinen–Rostock abzweigte, fädelt sie seitdem nach Norden aus. Damit wurden direkte Fahrten aus Richtung Bad Kleinen ohne Fahrtrichtungswechsel möglich. An der alten Trasse ist eine Brücke über die Nebel in Bützow erhalten geblieben.
1905 verkehrten je nach Abschnitt fünf bis sieben Zugpaare über die Strecke; darunter waren ein Schnell- und ein Personenzugpaar Hamburg–Stettin und eines, das zwischen Hamburg und Neubrandenburg pendelte. An der Betreibergrenze in Strasburg fuhren die Züge grundsätzlich nach nur kurzem Halt weiter.
Nach dem Ende des Ersten Weltkrieges gingen beide Bahngesellschaften in die Deutsche Reichsbahn auf; in Strasburg trafen die Abschnitte der Reichsbahndirektionen Schwerin und Stettin aufeinander.
Das Angebot änderte sich in seinen Grundzügen nur wenig. Neben einem durchgehenden D- und einem Eilzug Hamburg–Stettin verkehrten vier Personenzugpaare (zwischen Bützow und Güstrow fünf), davon eins ebenfalls von Hamburg bis nach Stettin. Abschnittsweise gab es einige Verstärkerzüge. Zwischen Pasewalk und Stettin war das Angebot wesentlich dichter.
Ein kurzzeitiges Intermezzo waren Halte in Remplin (nur für zwei Ausflugszüge am Sonntag) und Nienhagen (erst Anfang der 1940er Jahre eingeführt). Beide Stationen waren nach Kriegsende wieder aus den Fahrplänen verschwunden.

### 1945–1990
Der größte Teil der Strecke lag nach dem Zweiten Weltkrieg in der DDR und blieb bei der Deutschen Reichsbahn. Der Abschnitt Grambow (Grenze)–Szczecin ging an die Polnischen Staatsbahnen (PKP). Die einstige durchgehende Relation Hamburg–Stettin wurde durch die Grenze nach Polen und die innerdeutsche Grenze praktisch bedeutungslos. Das zweite Gleis, das westlich von Teterow existierte, wurde nach Kriegsende abgebaut; beim eingleisigen Zustand der Strecke ist es bis heute geblieben.
Wegen der Demontage der Bahnstrecke Neustrelitz–Warnemünde (Lloydbahn) nach Neustrelitz fuhren die Züge Rostock–Berlin von 1945 bis 1961 über Güstrow–Neubrandenburg. Der Abschnitt Güstrow–Lalendorf wurde auch danach (wie schon seit Ende des 19. Jahrhunderts und bis heute) von vielen Zügen zwischen Rostock und Berlin befahren, die den Halt in Güstrow bedienten.
In den ersten Jahren nach Kriegsende gab es noch spärlichen Reiseverkehr nach Polen, zwischen 1950 und 1952 sogar eine durchgehende Kurswagenverbindung Berlin–Szczecin über Pasewalk. Danach diente die Strecke über die Grenze lange Zeit nur dem Güterverkehr. Erst im Mai 1972, mit Einführung der Visafreiheit zwischen der DDR und Polen, wurde der Reiseverkehr wieder aufgenommen.
In den Kursbuchtabellen waren die Abschnitte Bützow–Pasewalk und Pasewalk–Grambow in zwei verschiedenen Tabellen enthalten (seit 1968 waren es die Kursbuchstrecken 930 bzw. 927). Die meisten Züge aus beiden Richtungen endeten auch jeweils in Pasewalk.
Um 1980 verkehrten je nach Streckenabschnitt sechs bis acht Personenzugpaare, zwischen Malchin und Teterow fünf. Hinzu kamen ein Eilzugpaar Rostock–Pasewalk und ein weiteres von Bützow. Der Abschnitt Bützow–Güstrow war wesentlich dichter befahren (ca. 15 Zugpaare am Tag), da in Bützow Fernverkehrsanschlüsse nach Güstrow hergestellt wurden.
Im internationalen Verkehr verkehrten drei bis vier Zugpaare weiter bis Szczecin, hinzu kam an Sonnabenden in der Sommersaison ein Schnellzug-Paar, das Tagesausflüge von Schwerin aus ermöglichte. Mit dem Erstarken der Solidarność schränkte die DDR den Reiseverkehr nach Polen 1981 stark ein. Als Folge wurde der grenzüberschreitende Personenverkehr ab Juni 1981 wieder eingestellt.
Eine direkte Verbindung in die Bundesrepublik gab es bis 1979 mit Kurswagen von Neubrandenburg zum Interzonenzug Rostock–Hamburg. Ab 1988 war zumindest Güstrow wieder direkt von dort erreichbar; zunächst wurde ein Jahr lang der Zug Rostock–Köln über Güstrow geführt, danach wurde ein Schnellzug Güstrow–Hamburg eingeführt.
Die Bedeutung der Strecke für den Güterverkehr erkennt man an der großen Zahl der Kreuzungsmöglichkeiten, darunter mehrere Betriebsbahnhöfe, die nicht dem Reisezugverkehr dienten. Hinzu kamen Verbindungskurven bei Priemerburg in Richtung Plaaz–Rostock und bei Charlottenhof zur Umfahrung des Bahnhofs Pasewalk.

### Seit 1990

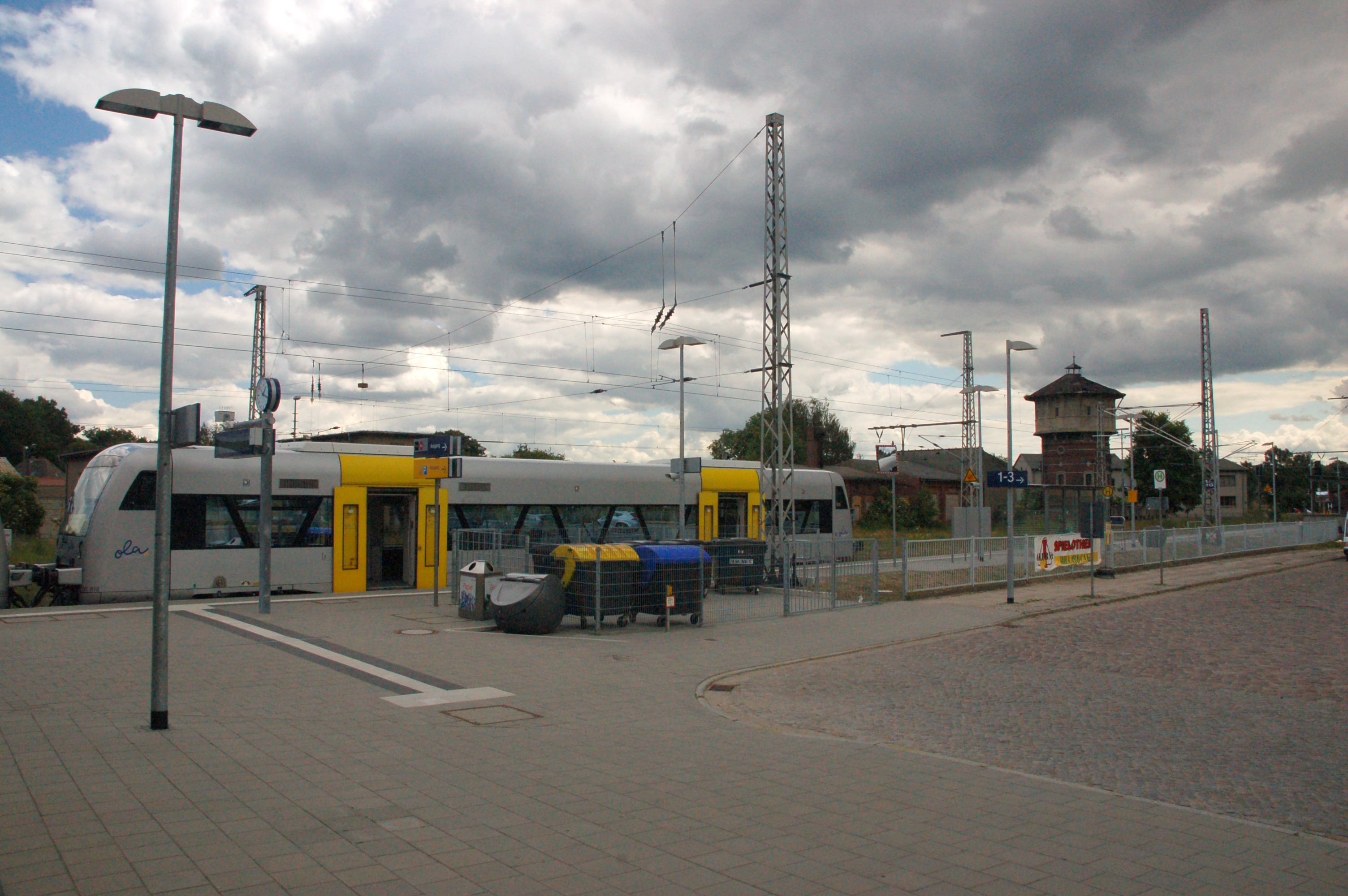
Bahnhof Pasewalk

1991 wurde der Reisezugverkehr nach Polen wieder aufgenommen. In der Folge verkehrten drei bis vier Zugpaare bis Szczecin, der Rest endete in Grambow. 1995 wurde bis Grambow, 2001 bis Szczecin der Zweistundentakt eingeführt.
Auch auf dem Abschnitt Bützow–Pasewalk wurde das Angebot schrittweise ausgeweitet. 1995 verkehrten Regionalexpresszüge (mit Halt in Güstrow, Teterow, Malchin, Stavenhagen, Neubrandenburg und Strasburg) im angenäherten Zweistundentakt und benötigten etwa 130 Minuten für die Strecke, ergänzt durch überall haltende Regionalbahnen. 1996 wurde der Fahrplan grundlegend geändert. Eine Reihe von Unterwegshalten wurde geschlossen. Seitdem fahren Regionalexpresszüge im Stundentakt mit Halt auf fast allen verbliebenen Stationen.
Seit 1998 verkehrten die Züge von DB Regio und eines privaten Anbieters, der Ostmecklenburgischen Eisenbahn (spätere Ostseeland Verkehr), abwechselnd jeweils im Zweistundentakt, so dass sich insgesamt zwischen Bützow und Pasewalk ein angenäherter Stundentakt ergibt.
Seit 2002 verkehren die Züge von Szczecin wieder durchgehend auf der gesamten Strecke bis Bützow. Zunächst fuhren sie weiter bis Hagenow, seit 2006 nach Lübeck. Damit gibt es erstmals seit Kriegsende wieder durchgehende Züge von Lübeck nach Szczecin. Die Reisegeschwindigkeit ist allerdings noch nicht sonderlich attraktiv. Derzeit brauchen die Züge zwischen Bützow und Pasewalk bis zu 160 Minuten, deutlich länger als 1995. Zwischen Lübeck und Szczecin dauert die Reise 4 Stunden und 52 Minuten, in Gegenrichtung 4 Stunden und 57 Minuten (Stand 2017).
Seit 15. Dezember 2013 verkehren die Züge Bützow–Pasewalk (und weiter nach Ueckermünde) in Regie von DB Regio statt der Ostseeland Verkehr.
Zum 1. September 2014 wurde nach über 60 Jahren der Halt in Stobno Szczecińskie (Stöven) zwischen der Grenze und dem Bahnhof Szczecin Gumieńce wieder für den Personenverkehr geöffnet. Am 15. März 2015 wurde allerdings der Halt aufgrund knapper Fahrzeit und geringen Fahrgastaufkommens wieder aufgegeben.
Seit Oktober 2015 werden Dieseltriebwagen der Baureihe 623 (LINT41) eingesetzt.
Seit dem 13. Dezember 2015 halten die Züge nicht mehr im Bahnhof Kleeth.